# آخيم
آخيم (بالألمانية: Achim) هي بلدة ألمانية تقع في ألمانيا في سكسونيا السفلى. يقدر عدد سكانها بـ 30,059 نسمة .

## المدن التوأمة
مدن Nowa Sól وسسيس هي مدن توأمة لـآخيم.

## أعلام
- مارتن شميت
- أوله راهمل